# Pseudorhombus oculocirris
Pseudorhombus oculocirris är en fiskart som beskrevs av Amaoka, 1969. Pseudorhombus oculocirris ingår i släktet Pseudorhombus och familjen Paralichthyidae. Inga underarter finns listade i Catalogue of Life.